# الاتحاد الأمريكي للعمل ومؤتمر المنظمات الصناعية
الاتحاد الأمريكي للعمل ومؤتمر المنظمات الصناعية ( AFL-CIO ) هو مركز نقابي وطني وهو أكبر اتحاد للنقابات في الولايات المتحدة. وهي مكونة من 60 نقابة وطنية ودولية،  تمثل معًا أكثر من 12 مليون عامل نشط ومتقاعد.  ينخرط هذا الإتحاد في إنفاق سياسي كبير ونشط، عادةً لدعم السياسات التقدمية والمؤيدة للعمال . 
تم تشكيل هذا الإتحاد في عام 1955 عندما اندمج الاتحاد الأمريكي للعمل ومؤتمر المنظمات الصناعية بعد قطيعة طويلة. بلغت عضوية النقابات في الولايات المتحدة ذروتها في عام 1979، عندما بلغ عدد أعضاء النقابات التابعة لـلإتحاد ما يقرب من عشرين مليون عضو.  من عام 1955 حتى عام 2005، مثلت النقابات الأعضاء في جميع العمال النقابيين تقريبًا في الولايات المتحدة. انفصلت العديد من النقابات الكبيرة عن  وشكلت اتحاد التغيير للفوز المنافس في عام 2005، على الرغم من أن عددًا من تلك النقابات قد أعادت الانضمام منذ ذلك الحين، والعديد من السكان المحليين في إتحاد التغيير للفوز هم إما جزء من عمالهم المركزيين المحليين أو يعملون معهم المجالس. أكبر النقابات الموجودة حاليًا في هي الاتحاد الأمريكي للمعلمين (AFT) الذي يضم حوالي 1.7 مليون عضو،  والاتحاد الأمريكي لموظفي الولايات والمقاطعات والبلديات (AFSCME)، الذي يضم حوالي 1.4 مليون عضو،  و اتحاد عمال الأغذية والتجارة مع 1.2 مليون عضو. 

## أنظر أيضاً
- تاريخ العمل في الولايات المتحدة
- الاتحاد المحلي التابع مباشرة
- النقابات العمالية في الولايات المتحدة
- قائمة النقابات العمالية في الولايات المتحدة